# Rubino

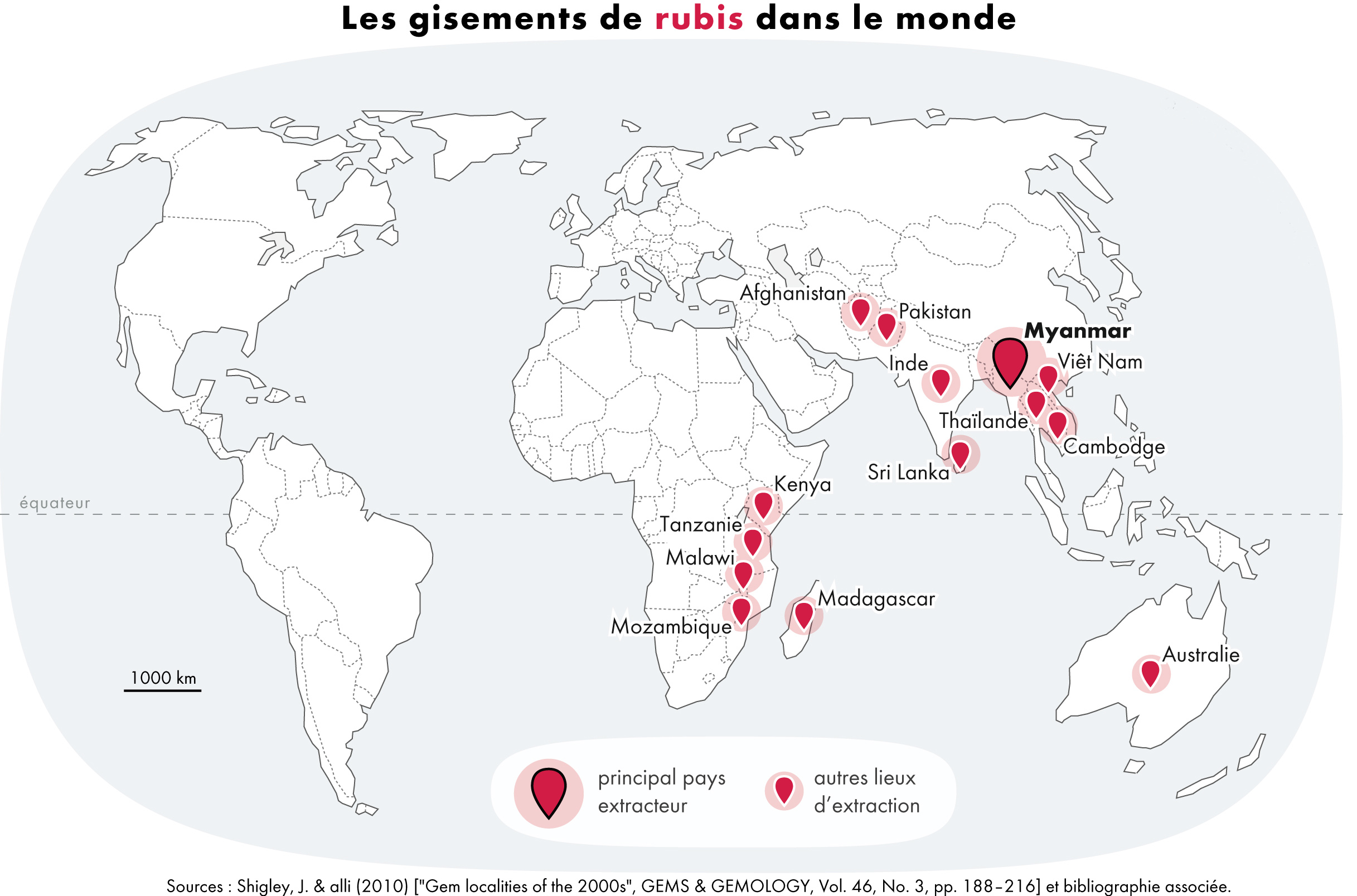
Principali paesi produttori di rubino

Il rubino è la più nobile varietà monocristallina dell'ossido di alluminio (Al2O3), un minerale noto come corindone, fortemente allocromatico. Presenta durezza 9 nella scala di Mohs.

## Etimologia e storia
In sanscrito i rubini erano chiamati ratnaraj ('regina delle pietre preziose' e simbolo del fuoco interno permanente), così com'era comune anche in epoca greco-romana il riferimento al fuoco; nel 400 a.C. Duemila anni fa Plinio chiamava tutte le pietre rosse carbunculus, che in francese antico divenne escarboucle.
Il rubino ha una certa importanza già nell'Antico Testamento: è la quarta delle dodici pietre che ornano l'efod del sommo sacerdote, ciascuna delle quali è assegnata a una tribù di Israele. Il rubino è il simbolo della tribù reale di Giuda. Rabano Mauro scrive che il rubino risplende anche al buio e rappresenta la parola di Dio. Alcuino di York credeva che il rubino rappresentasse Cristo. I lapidari riportano quindi il rubino come la "pietra delle pietre", che unisce i poteri di tutte le altre pietre.
Nell'XI secolo, lo studioso arabo Al Biruni separò diversi tipi di rubini in base al peso specifico e alla durezza, ma il suo lavoro rimase sconosciuto in Europa per secoli, tranne forse per alcuni studiosi come il vescovo francese Marbode.
Il termine rubino è apparso nelle lingue europee durante il Medioevo e deriva dal latino ruber ('rosso'). Il termine divenne popolare e poi, fino all'introduzione della parola corindone nel XIX secolo, la maggior parte delle pietre rosse erano chiamate semplicemente rubini.
Esperti e autori separavano comunemente diversi tipi di pietre in base alla loro origine: il "rubino orientale" era usato per le pietre estratte dalla Birmania o da Ceylon (rubino), il "rubino di Balas" per le gemme estratte dall'odierno Tagikistan (spinello) e il "rubino di Boemia" era usato per le gemme provenienti tradizionalmente dall'odierna Repubblica Ceca ("granato rosso", piropo, almandino, spessartina). Tuttavia, poiché rubini, spinelli e granati si trovano spesso in associazione, il sistema è diventato molto confuso. Ironia della sorte, la maggior parte dei rubini più famosi (come il "Rubino del Principe Nero" e il "Rubino di Timur" dei gioielli della Corona inglese o il "Rubino della Cote de Bretagne" dei gioielli della Corona francese) che contribuirono in modo significativo alla fama della parola "rubino" sarebbero in realtà, secondo la nuova terminologia basata sulla mineralogia, spinelli.
Il rubino è molto raro e nell'antichità altre gemme di colore rosso vennero spesso scambiate per rubini, finché i moderni mezzi gemmologici non permisero un'analisi più accurata del tipo di cristallo; anche al giorno d'oggi, sia per la sua limitata produzione, sia per la grande bellezza, può capitare che per rubino venga spacciata un'altra gemma, utilizzando altri minerali come lo spinello (Rubino balascio), varietà di granato come l'almandino e il piropo (Rubino di Boemia), lo zircone rosso, il topazio (Rubino del Brasile) e la tormalina (Rubino di Siberia).

## Proprietà
Si presenta di colore rosso vivace, dovuto a inclusioni di cromo trivalente che sostituisce l'alluminio nella struttura cristallina, ma può assumere varie tonalità di questo colore, che vanno dal rosso più vivo, anche detto "sangue di piccione", al rosato (tipico di rocce metamorfiche generatesi per metamorfismo di contatto di sedimenti alluminiferi e di marmi dolomitici). Data l'elevata durezza, una delle giaciture tipiche è quella secondaria in depositi alluvionali. Il corindone rosa, però, è tipicamente indicato nella terminologia gemmologica come "zaffiro rosa" piuttosto che rubino.
Le sue dimensioni solitamente non sono eccezionali e sono molto legate alla trasparenza; per questo si ritengono eccezionali i rubini limpidi che superano i 10 carati.
Sempre in base alla qualità, si utilizzano varie tipologie di taglio.

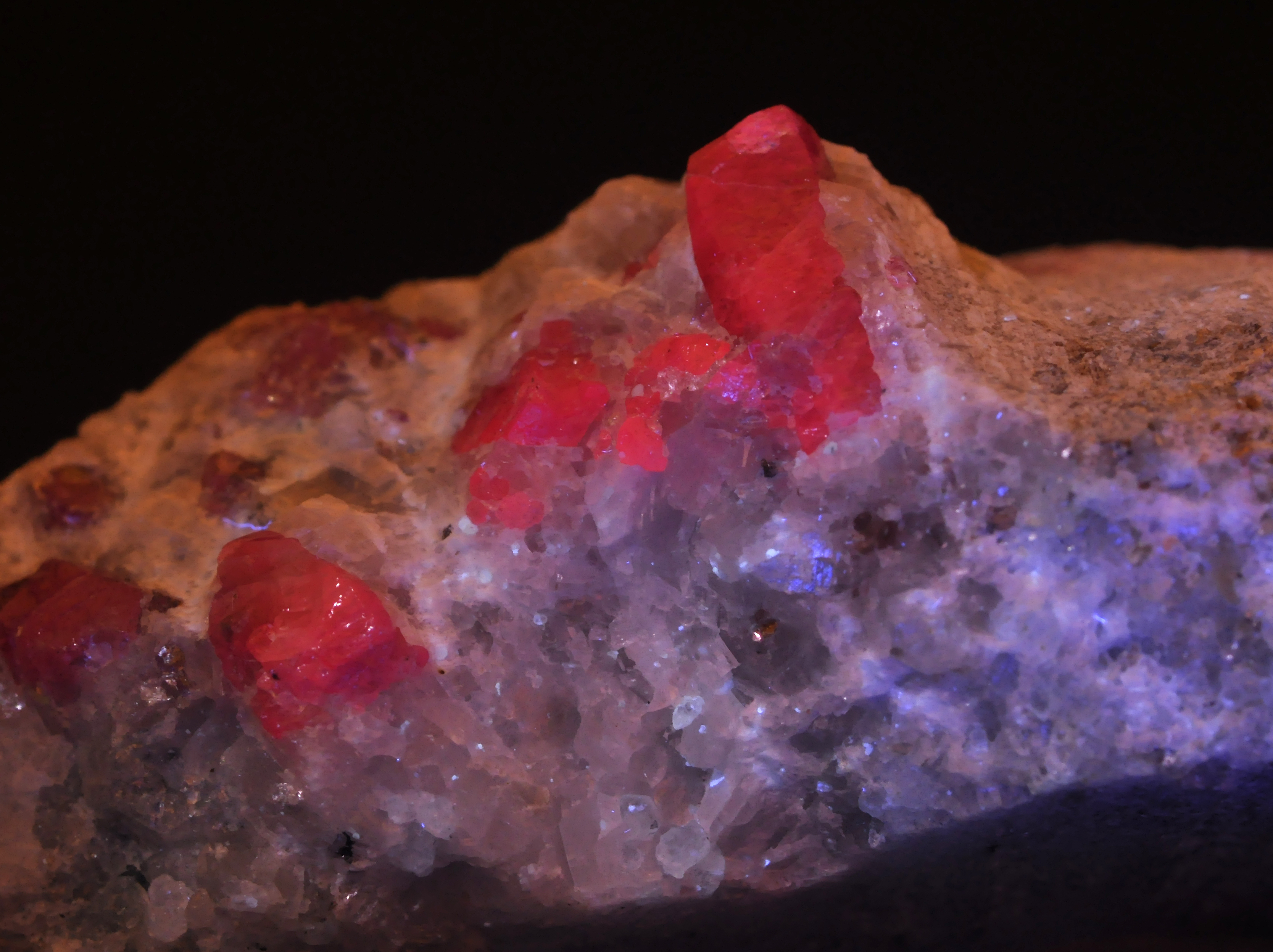
Corindone di varietà rubino su calcite illuminato con luce ultravioletta

Sotto luce ultravioletta il rubino è fluorescente, ma l'intensità della fluorescenza è funzione della concentrazione di cromo e del rapporto cromo/ferro: infatti la presenza di ferro o un eccesso di cromo tende a spegnere o addirittura eliminare la fluorescenza nel rubino.

## Taglio
Le migliori gemme sono solitamente tagliate "a faccette", mentre al decrescere della trasparenza si passa alla forma di "cabochon"; questa modalità di taglio è, inoltre, la migliore per mettere in risalto, laddove presente, il fenomeno dell'asterismo (rubino stellato) o del gatteggiamento (rubino occhio di gatto).

## Origine e giacitura
Sono noti i giacimenti presenti in Tanzania, Madagascar, Cina, Sri Lanka, Thailandia e Vietnam, tuttavia quelli ritenuti di massimo pregio provengono dalle miniere di Mogok in Birmania.

## Produzione sintetica
Il rubino è una gemma la cui sintesi industriale ha una delle storie più articolate, essendo la prima gemma a essere stata riprodotta in laboratorio.

### Metodo Verneuil

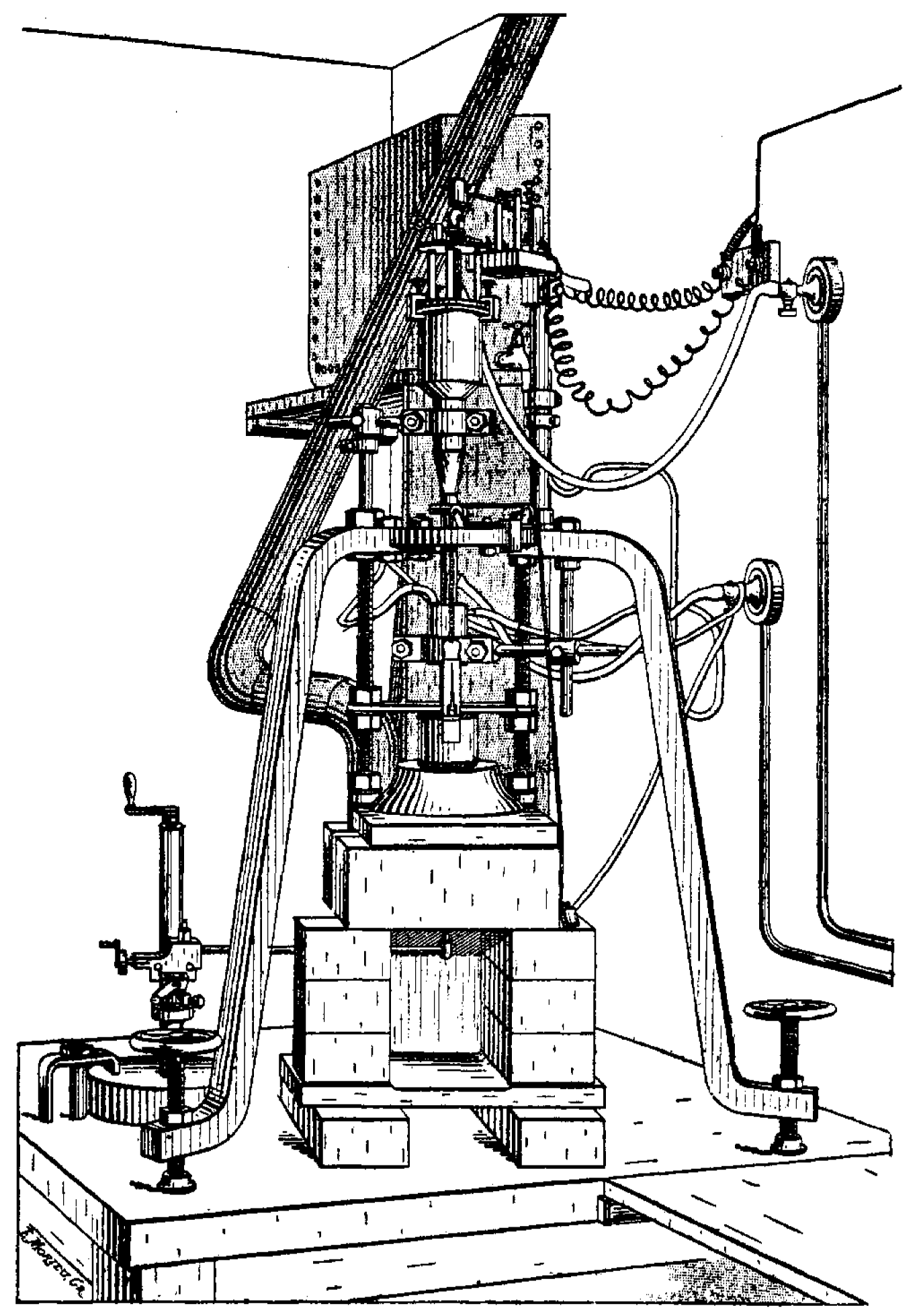
Schema della prima fornace usata da Auguste Victor Louis Verneuil per la sintesi dei rubini

La prima sintesi artificiale avvenne a opera del francese Auguste Verneuil che nel 1902 brevettò un metodo per la produzione artificiale del rubino.
Il metodo di Verneuil consiste nel fondere una polvere finissima della stessa composizione della gemma che si vuole ottenere (nel caso del rubino 98% Al2O3 e 2% Cr2O3) attraverso una fiamma di ossidrogeno a 2000 °C, che cade depositandosi più in basso su un portacampione freddo in costante rotazione. Il raffreddamento del materiale porta alla formazione del cristallo seppure in una forma inusuale in natura, quella di un bastoncello (detto boule) di pochi centimetri di diametro e 5-10 cm di lunghezza. Le gemme prodotte da boules sono riconoscibili anche dopo il taglio per le loro linee curve di accrescimento interne visibili al microscopio.

### Metodo Czochrlaski
In questo metodo la miscela di ossidi di cromo e alluminio viene fusa in un crogiolo di platino e iridio sulla cui superficie viene fatto scendere un cristallo naturale o artificiale di un centimetro di lato. Questo viene poi lentamente sollevato in modo che per aderenza trascini con sé il materiale fuso. Quest'ultimo raffreddandosi mantiene lo stesso orientamento del reticolo primitivo portando alla formazione di un monocristallo di dimensioni anche dell'ordine dei 10 cm di diametro e 40 cm di lunghezza.

### Metodo Kashan
Si basa sulla miscela di ossidi con un prodotto chimico a basso punto di fusione che non reagisce con il materiale che compone il rubino finale, ma ne facilita il moto e quindi l'interazione e la crescita dei cristalli. Una volta raffreddata la miscela il solvente libero viene eliminato tramite azione di opportuni acidi, eccetto quello rimasto intrappolato come bolla nel reticolo cristallino, responsabile dello scarto di fabbricazione. Kashan ha prodotto anche rubini di 10 carati con questo metodo, che è il metodo di elezione per la produzione dei rubini sintetici usati in gioielleria.